# Proteo (astronomia)
Proteo (dal greco Πρωτέας), o Nettuno VIII, è il secondo satellite di Nettuno per dimensioni dopo Tritone. Il suo nome deriva da quello di Proteo, una divinità minore del mare in grado di modificare, secondo la mitologia greca, il proprio aspetto.

## Storia
Proteo venne scoperto grazie a un'immagine catturata dalla sonda statunitense Voyager 2 durante il sorvolo di Nettuno del 1989. Ricevette la designazione provvisoria di S/1989 N 1. Stephen Synnott e Bradford Smith annunciarono (circolare UAI 4806) la sua scoperta il 7 luglio 1989, citando 17 immagini scattate nell'arco di 21 giorni, facendo in tal modo risalire la scoperta al 16 giugno.

## Superficie

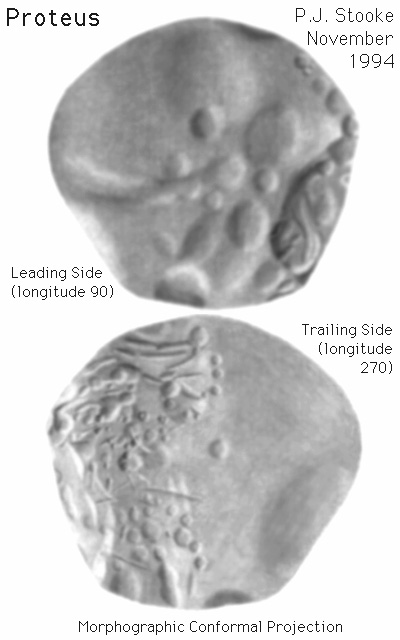
Modello del satellite

Proteo ha un diametro superiore a 400 km, ed è pertanto più grande di Nereide, un altro satellite di Nettuno già precedentemente noto grazie ad osservazioni effettuate dalla Terra. Si ritiene che Proteo non sia stato scoperto dai telescopi terrestri a causa della sua orbita troppo vicina al pianeta, che ne impedisce l'individuazione diretta. Inoltre Proteo è uno degli oggetti più scuri del sistema solare, con un'albedo pari ad appena 0,10 (viene riflesso il 6-10% della luce solare incidente), che lo accomuna a Febe, satellite di Saturno. Questo porta a concludere che, a differenza di altri satelliti, non abbia avuto attività geologica di rilievo. Ha un aspetto irregolare; gli scienziati credono che Proteo abbia la densità limite per un corpo non sferoidale. Il satellite saturniano Mimas si presenta più regolare, nonostante sia meno massiccio di Proteo.
La formazione geologica più prominente della superficie di Proteo è certamente il cratere Pharos.